# Коллеккьо
Коллеккьо (итал. Collecchio) — город в Италии, располагается в регионе Эмилия-Романья, подчиняется административному центру Парма.
Население составляет 12 309 человек (на 2004 г.), плотность населения составляет 205 чел./км². Занимает площадь 58 км². Почтовый индекс — 43044. Телефонный код — 0521.
Покровителем коммуны почитается святой Проспер Реджийский, празднование 24 ноября.
В Коллеккьо находится штаб-квартира крупной пищевой компании Parmalat.

## Достопримечательности
- Музей помидора